# Meet the Beatles!
| 전문가 평가               | 전문가 평가 |
| 평가 점수                 | 평가 점수   |
| 출처                      | 점수        |
| ------------------------- | ----------- |
| 올뮤직                    | [ 2 ]       |
| 《롤링 스톤 앨범 가이드》 | [ 3 ]       |

《Meet the Beatles!》는 미국에서 발표된 비틀즈의 두 번째 음반이다. 이 음반은 캐피틀 레코드에서 발표한 첫 번째 미국 비틀즈 음반이기도 하며 1964년 1월 20일 모노와 스테레오 포맷으로 발표되었다. 1964년 2월 15일 빌보드 200에 정상을 차지했으며 《The Beatles' Second Album》로 교체되기 이전까지 11주 동안 머물렀다. 커버는 로버트 프리먼이 영국 음반 《With the Beatles》를 위해 찍은 것인데, 여기서는 원래의 흑백 사진에 푸른빛을 추가했다.

## 배경
브라이언 엡스타인과 조지 마틴이 미국에서 비틀즈 음반을 발표해 달라는 기나긴 요청을 거절하던 끝에, 1963년 11월 EMI 레이블의 간부 조셉 락우드 경은 로스앤젤레스의 대리인에게 캐피틀 레코드의 비틀즈 음반 준비와 미국 홍보를 주문했다. 비록 이 음반을 "첫 음반"이라고 주장하나, 10일 전에 시카고의 비-제이 레코드에서 비틀즈의 미국 데뷔 음반인 《Introducing... The Beatles》를 이미 발표한 상태였기 때문에 캐피틀은 한 방을 먹은 상태였다. 이 음반 또한 작년 여름부터 다양한 이유로 연기되었다. 1964년 1월 리버티 뮤직 숍은 《뉴욕 타임스》에서 《Meet the Beatles!》가 구입 가능하다는 광고를 캐피틀의 허가 없이 게재했다.
《Meet the Beatles!》는 2003년 《롤링 스톤》지 선정 역사상 가장 위대한 음반 500장에서 59위를 차지했다. 2004년 《The Capitol Albums, Volume 1》 박스 세트의 일부로서 콤팩트 디스크로 첫 출시되었다. 2014년 CD로 낱개와 《The U.S. Albums》의 구성으로서 재발매했다.

## 곡 목록
- 모든 곡은 특별한 표기가 없는 한 레논-매카트니 작곡이다.

| #  | 제목                             | 리드 보컬                                                        | 재생 시간 |
| -- | -------------------------------- | ---------------------------------------------------------------- | --------- |
| 1. | 〈〈I Want to Hold Your Hand〉〉 | 레논, 매카트니                                                   | 2:24      |
| 2. | 〈〈I Saw Her Standing There〉〉 | 매카트니                                                         | 2:50      |
| 3. | 〈〈This Boy〉〉                 | 레논, 매카트니, 해리슨                                           | 2:11      |
| 4. | 〈〈It Won't Be Long〉〉         | 레논, 매카트니, 해리슨 (sings every 2nd "Yeah" + backing vocals) | 2:11      |
| 5. | 〈〈All I've Got to Do〉〉       | 레논                                                             | 2:05      |
| 6. | 〈〈All My Loving〉〉            | 매카트니                                                         | 2:04      |

| #  | 제목                                       | 리드 보컬 | 재생 시간 |
| -- | ------------------------------------------ | --------- | --------- |
| 1. | 〈〈Don't Bother Me〉〉 (해리슨)           | 해리슨    | 2:28      |
| 2. | 〈〈Little Child〉〉                       | 레논      | 1:46      |
| 3. | 〈〈Till There Was You〉〉 (메레디스 윌슨) | 매카트니  | 2:12      |
| 4. | 〈〈Hold Me Tight〉〉                      | 매카트니  | 2:30      |
| 5. | 〈〈I Wanna Be Your Man〉〉                | 스타      | 1:59      |
| 6. | 〈〈Not a Second Time〉〉                  | 레논      | 2:03      |

## 참여 인원
- 존 레논 – 보컬, 리듬 기타, 하모니카, 통기타, 〈Don't Bother Me〉의 탬버린
- 폴 매카트니 – 보컬, 베이스 기타, 〈Little Child〉의 피아노, 〈Don't Bother Me〉의 클라베
- 조지 해리슨 – 보컬, 리드 기타, 통기타
- 링고 스타 – 보컬, 드럼 세트, 타악기
- 조지 마틴 – 〈Not a Second Time〉의 피아노, 〈I Wanna Be Your Man〉의 오르간

## 차트와 판매량
미국에서는 1964년 12월 31일까지 4,045,174장을 팔았고, 10년말에는 4,699,348장을 팔았다.
| 연도 | 차트               | 순위 |
| ---- | ------------------ | ---- |
| 1964 | 미국 빌보드 탑 LPs | 1    |

| 국가                       | 인증        | 판매량/출하량 |
| -------------------------- | ----------- | ------------- |
| 캐나다 (뮤직 캐나다)       | 플래티넘    | 100,000^      |
| 미국 (RIAA)                | 5× 플래티넘 | 5,000,000^    |
| ^출하량을 기반으로 한 인증 |             |               |

### 차트 기록
| 이전 노래하는 수녀의 《The Singing Nun》 | 빌보드 탑 파퓨러 앨범 1위 앨범 1964년 2월 15일 – 5월 1일 | 이후 비틀즈의 《The Beatles' Second Album》 |

## 참고 문헌
- “The RS 500 Greatest Albums of All Time”. 《Rolling Stone》. 2003년 11월 18일. 2013년 6월 21일에 원본 문서에서 보존된 문서. 2009년 11월 13일에 확인함.
- Spizer, Bruce (2000). 《The Beatles' Story on Capitol Records, Part Two: The Albums》. New Orleans, Louisiana: 498 Productions. ISBN 0-9662649-2-4.